# Олів'є Мартінес
Олів'є́ Мартіне́с (фр. Olivier Martinez; нар. 12 січня 1966, Париж, Франція) — французький актор. Лауреат французької національної кінопремії «Сезар» 1994 року в категорії «Багатонадійний актор» .

## Біографія та кар'єра
Олів'є Мартіес народився 12 січня 1966 року в передмісті Парижа в робітничій сім'ї. Його батько Робер Мартінес, іспанець родом з Іспанського Марокко, понад десять років був професійним боксером, а потім став механіком. Мати, француженка Розмарі, працювала секретарем. Олів'є також декілька років займався боксом, проте автомобільна аварія змусила його відмовитися від спортивної кар'єри.
У 23 роки Олів'є Мартінес поступив до Національної академії драматичного мистецтва. Під час навчання на нього звернули увагу продюсери, і вже наприкінці першого навчального року він отримав епізод у фільмі. У 1992 році Мартінес дебютував великою роллю у фільмі Жана-Жака Бенекса «Острів мастодонтів», який став останньою роботою видатного французького актора Іва Монтана. У 1993 році за роль в «Острові мастодонтів» актор номінувався як багатонадійний актор на французькі національну кінопремію «Сезар». У 1993 році Мартінес знявся в дуеті з Марчелло Мастроянні в експериментальній стрічці Бертрана Бліє «Раз, два, три… сонце», отримавши премію «Сезар» 1994 року як «багатонадійний актор».
Фільми 1995 року «Гусар на даху», що став хітом у Європі, в якому його партнеркою виступила Жульєт Бінош, зробив Олів'є Мартінеса відомим в середовищі шанувальників артхаусного кіно в США. Ще більшу увагу в Голлівуді він звернув на себе після стрічки Бігаса Луни «Покоївка з „Титаніка“» (1997). У подальші роки актор зіграв в декількох іспанських та французьких кінофільмах.
У 2000 році Олів'є Мартінес уперше знявся в англомовному фільмі — схваленій критиками драмі «Поки не настане ніч». У 2002 році Мартінес приїхав у США і привернув до себе увагу Едріана Лайна, який запросив Олів'є у свою еротичну мелодраму «Невірна» на роль спокусника Поля Мартеля. Партнерами Мартінеса тепер стали Даян Лейн та Річард Гір. Після успіху «Невірної» Мартінес переїхав до Лос-Анджелеса і почав працювати над своєю англійською, намагаючись згладити сильний акцент. Він з'явився на телеекранах у «Римській весні місіс Стоун», а також у бойовику «S.W.A.T.: Спецназ міста ангелів» (2003), трилері «Забираючи життя» (2004) та у фільмі про вампірів «Кров і шоколад» (2007).

## Особисте життя
У Олів'є Мартінеса є молодший брат, також актор, Венсан Мартінес.
З 1999 по 2002 рік Мартінеса пов'язували романтичні стосунки з акторкою Мірою Сорвіно.
Найгучніший роман Мартінеса почався у 2003 році — разом з поп-зіркою Кайлі Міноуг він прожив чотири роки. Олів'є підтримав Кайлі, коли у неї виявили рак, та допоміг їй впоратися із страшною хворобою. Проте через деякий час, у 2007 році, коли вона почала одужувати, вони все ж розлучилися.
Після розриву стосунків з Кайлі Міноуг у Мартінеса були короткі романи з ізраїльською моделлю і актрисою Сараї Ґіваті та британською моделлю Розі Гантінгтон, яка удвічі молодша від нього.
У 2010 році Олів'є Мартітес почав зустрічатися з акторкою Голлі Беррі, з якою познайомився на зйомках стрічки «Заклиначка акул», з якою одружився 13 липня 2013 році в Парижі. Їхній син, Мацео, народився в жовтні 2013 року в Лос-Анджелесі. Після двох років шлюбу, в 2015 році пара оголосила, що вони розлучалися. Остаточно шлюб було розірвано в грудні 2016 року.

## Фільмографія
| Рік       |    | Українська назва                | Оригінальна назва              | Роль                        |
| --------- | -- | ------------------------------- | ------------------------------ | --------------------------- |
| 1989—2006 | с  | Комісар Наварро                 | Navarro                        | Ролло                       |
| 1990      | ф  | Повне залізо                    | Plein fer                      | Паскаль                     |
| 1992      | тф |                                 | Odyssée bidon                  | Філ                         |
| 1992      | ф  | Острів мастодонтів              | IP5: L'île aux pachydermes     | Тоні                        |
| 1992      | тф | Невидимі паролі                 | Les paroles invisibles         |                             |
| 1993      | ф  | Раз, два, три, сонце            | Un, deux, trois, soleil        | малий Поль                  |
| 1995      | ф  | Гусар на даху                   | Le hussard sur le toit         | полковник Анджело Парді     |
| 1996      | ф  | Мій чоловік                     | Mon homme                      |                             |
| 1997      | ф  | Покоївка з «Титаніка»           | La femme de chambre du Titanic | Орті                        |
| 1999      | ф  | Місто чудес                     | La ciudad de los prodigios     | Онофре Бувіля               |
| 2000      | ф  | В'язничка                       | La taule                       | німий                       |
| 2000      | ф  | Тореадори                       | Toreros                        | Мануель                     |
| 2000      | ф  | Поки не настане ніч             | Before Night Falls             | Лазаро Гомкс Каріллес       |
| 2000      | ф  | Ми                              | Nosotras                       | Давид                       |
| 2000      | ф  | Тореадор                        | Bullfighter                    | Жак                         |
| 2002      | ф  | Страсний тиждень                | Semana Santa                   |                             |
| 2002      | ф  | Невірна                         | Unfaithful                     | Поль Мартель                |
| 2003      | тф | Римська весна місіс Стоун       | The Roman Spring of Mrs. Stone | Паоло ді Ліо                |
| 2003      | ф  | S.W.A.T.: Спецназ міста янголів | S.W.A.T.                       | Алекс Монтель               |
| 2004      | ф  | Забираючи життя                 | Taking Lives                   | Пакетт                      |
| 2006      | ф  | Кров і шоколад                  | Blood and Chocolate            | Габрієль                    |
| 2010      | ф  | Лицар дня                       | Knight and Day                 |                             |
| 2011—2015 | с  | Реванш                          | Revenge                        |                             |
| 2011      | ф  | Заклиначка акул                 | Dark Tide                      | Джефф                       |
| 2012      | с  | Кібергеддон                     | Cybergeddon                    | Густоф Добрефф              |
| 2013      | ф  | Лікар. Учень Авіценни           | The Physician                  | Шах Ала ад-Даула            |
| 2015      | с  | Повстання Техасу                | Texas Rising                   | Антоніо Лопес де Санта Анна |
| 2016      | с  | Марс                            | Mars                           | Ед Ґранн                    |
| 2018      | ф  | Павло, апостол Христа           | Paul, Apostle of Christ        |                             |

## Визнання
| Нагороди та номінації Олів'є Мартінеса | Нагороди та номінації Олів'є Мартінеса | Нагороди та номінації Олів'є Мартінеса | Нагороди та номінації Олів'є Мартінеса |
| Рік                                    | Категорія                              | Фільм                                  | Результат                              |
| -------------------------------------- | -------------------------------------- | -------------------------------------- | -------------------------------------- |
|                                        |                                        |                                        |                                        |
| 1993                                   | Приз Жана Габена                       | Приз Жана Габена                       | Перемога                               |
| Премія «Сезар»                         |                                        |                                        |                                        |
| 1993                                   | Багатонадійний актор                   | Острів мастодонтів                     | Номінація                              |
| 1994                                   | Багатонадійний актор                   | Раз, два, три… сонце                   | Перемога                               |